# 新悲歡歲月
《新悲歡歲月》（日语：新・喜びも悲しみも幾歳月）是1986年日本彩色電影，由木下惠介編導，加藤剛、大原麗子及植木等主演。

## 製作人員
- 導演：木下惠介
- 撮影：岡崎宏三
- 照明：佐久間丈彦
- 音楽：木下忠司
- 録音：島田満
- 美術：芳野尹孝

## 主要演員
- 杉本芳明：加藤剛
- 杉本朝子：大原麗子
- 大門敬二郎：中井貴一
- 長尾由起子：紺野美沙子
- 杉本雅子：篠山葉子
- 杉本邦夫：植木等
- 長尾猛：田中健 (俳優)

## 外部連結
- 互联网电影数据库（IMDb）上《新悲歡歲月》的资料（英文）